# Cytospora actinidiae
Cytospora actinidiae är en svampart som beskrevs av Syd. & P. Syd. 1907. Cytospora actinidiae ingår i släktet Cytospora och familjen Valsaceae.   Inga underarter finns listade i Catalogue of Life.